# جمعية النساء الوطنيات الإيرانية

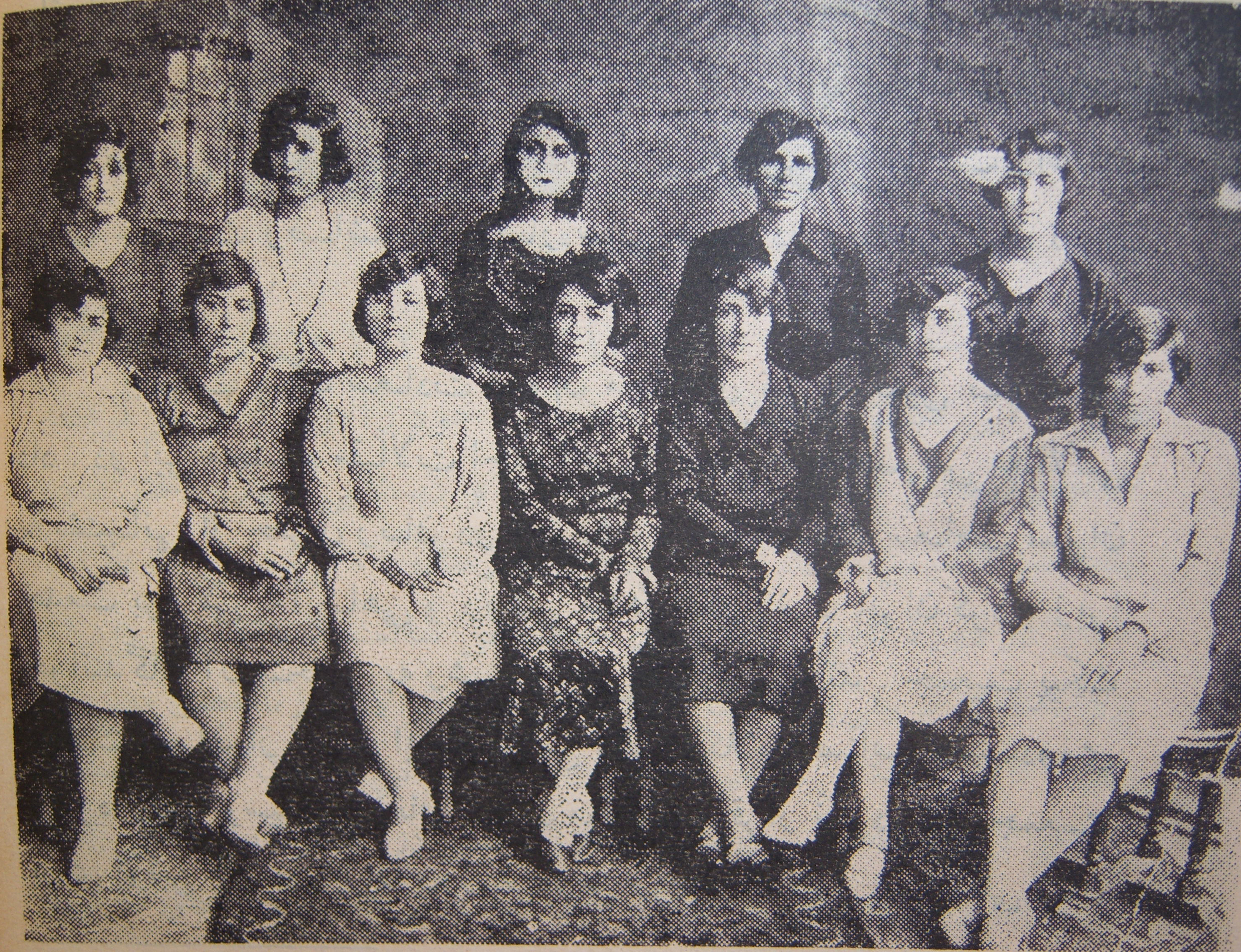
مديرات الجمعية: فخرآفاق پارسا، ملوک اسکندری، کبری چنانی، مستوره افشار، نصرت مشیری، صفیه اسکندری، عصمت‌الملوک شریفی.
مهرانگیز اسکندری، بانو چنانی، هائیده افشار، عباسه پایور، قدسیه مشیری.

جمعية النساء الوطنيات الإيرانية (بالفارسية: جمعيت نسوان وطنخواه) (1922 – 1933) هي واحدة من أكثر الجمعيات النسائية نشاطا وحماسة في تاريخ إيران، والتي أسست لتاريخ الحركة النسائية الإيرانية بعد الثورة الدستورية.